# 长武城
长武城，位于中国甘肃省泾川县，为一个省级文物保护单位，类型为古遗址。
长武城的历史年代为隋至元。